# Tyrannochthonius felix
Tyrannochthonius felix är en spindeldjursart som beskrevs av William B. Muchmore 1996. Tyrannochthonius felix ingår i släktet Tyrannochthonius och familjen käkklokrypare. Inga underarter finns listade i Catalogue of Life.